# Берлінський міжнародний кінофестиваль 2017
67-й Берлінський міжнародний кінофестиваль - кінофестиваль, який проходив з 9 по 19 лютого 2017 року в Берліні. Міжнародне журі фестивалю очолив нідерландський кінорежисер Пол Верховен. Фільмом відкриття був обраний дебютний фільм французького продюсера Етьєна Комара «Джанго». Програма показів містила 399 кінострічки з 72 країн світу. У конкурсній програмі брали участь 24 фільми. «Золотого ведмедя» отримала стрічка «Тіло і душа» Ільдіко Еньєді.

## Перебіг фестивалю
Відкриття кінофестивалю відбулося увечері 9 лютого 2017 в берлінському кінотеатрі Zoo Palast світовою прем'єрою біографічного фільму «Джанго» французького режисера-дебютанта Етьєна Комара. Напередодні вранці відбулася прес-конференція для журналістів за участі міжнародного журу кінофоруму, очолюваного нідерландським кінорежисером Полом Верховеном.

### Україна на фестивалі
На цьогорічному кінофестивалі Україну представила фільм німецько-української копродукції «Школа №3» (режисери Георг Жено та Єлизавета Сміт), яка брала участь в секції Generation 14plus та здобула Гран-прі міжнародного журі секції за найкращий фільм. 11 лютого в секції спеціальних показів фестивалю відбулася світова прем'єра документального фільму російського режисера Аскольда Курова «Процес» про переслідування російською владою українського кінорежисера Олега Сенцова.
Поза офіційною програмою на Європейському кіноринку брали участь чотири українських фільми — «Мустафа», «Слуга народу 2», «5 терапія» та «Мир Вашому дому». На українському стенді кіноринку «Ukraine is Your Destination» було представлено «Каталог українських фільмів 2016—2017», виданий Асоціацією кіноіндустрії України, в якому зібрана інформація про найновіші українські фільми..

## Журі

### Конкурс
| Голова журі  | Члени журі |
| ------------ | --- |

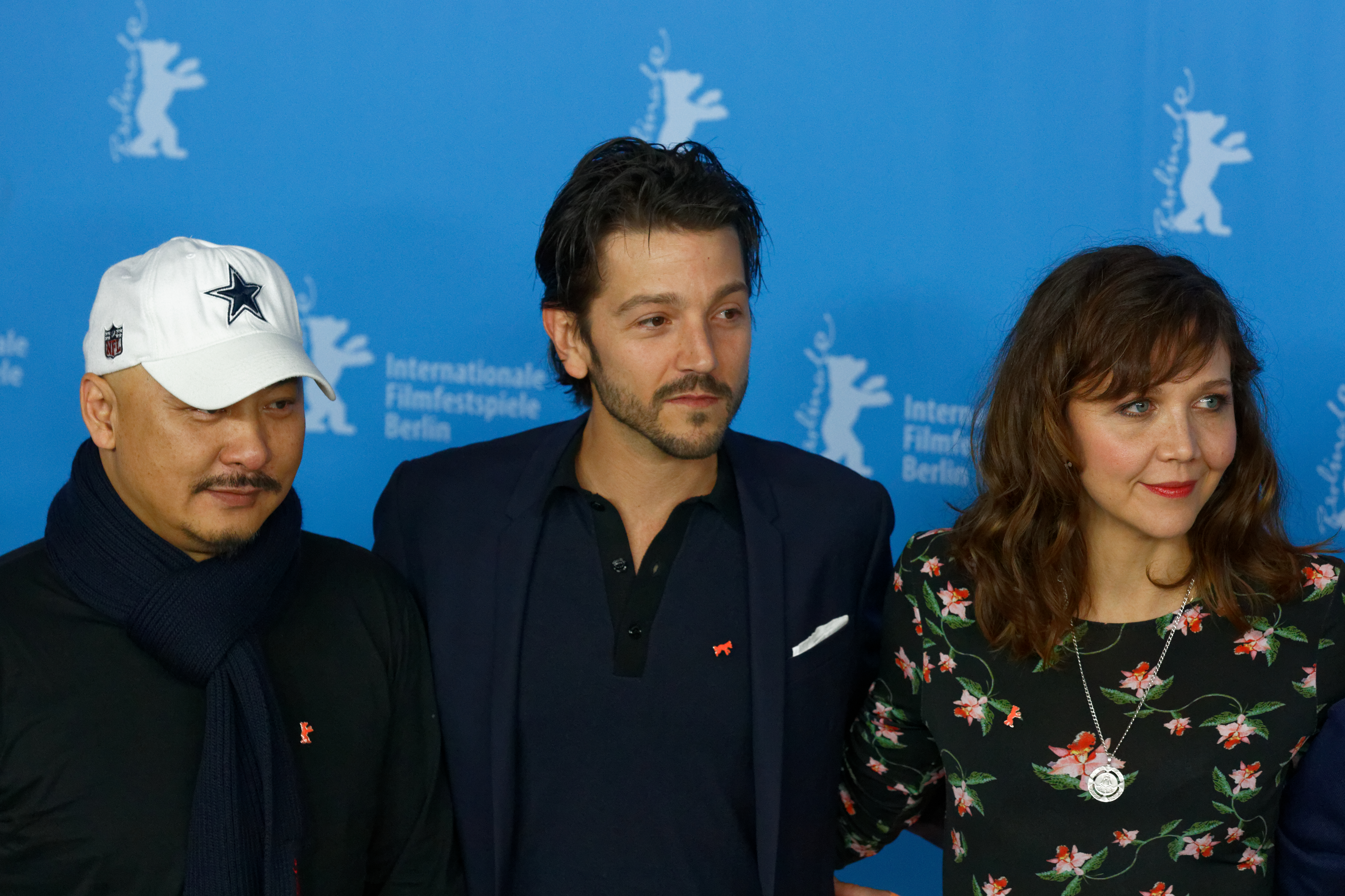
Члени журі Ван Цюаньань, Дієго Луна та Меггі Джилленгол

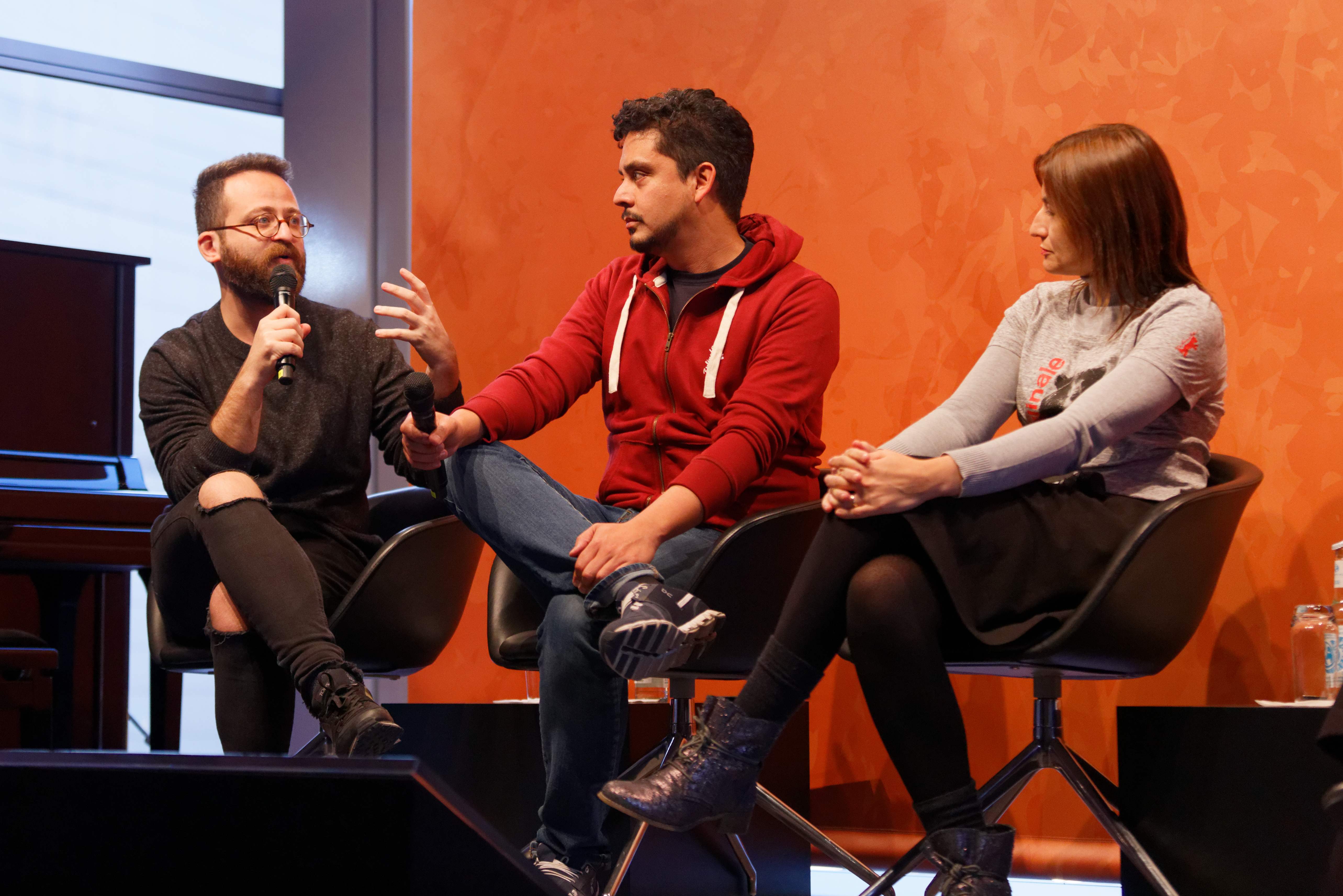
Махмуд Саббаг та Хайро Бустаманте під час Берлінале-2017

| Пол Верховен | - Дора Бушуша Фураті, продюсер - Олафур Еліассон, художник, скульптор - Меггі Джилленгол, актриса - Юлія Єнч, акторка - Дієго Луна, актор - Ван Цюаньань, режисер і сценарист |

### Дебютний конкурс
- Хайро Бустаманте, кінорежисер
- Клотильда Куро, акторка
- Махмуд Саббаг, продюсер, письменник

### Короткометражний конкурс
- Крістіан Янковський, художник, кінематографіст
- Кімберлі Дрю, письменник. медіа-менеджер
- Карлос Нуньєс, кінопродюсер

## Програма
| * | Фільми ЛГБТ-тематики; претенденти на Премію «Тедді»[10] |

### Конкурс
Наступні фільми були відібрані для участі в конкурсі на здобуття Золотого ведмедя та Срібного ведмедя:
| Фільм                   | Оригінальна назва                              | Режисер(и)        | Країна виробництва                       |
| ----------------------- | ---------------------------------------------- | ----------------- | ---------------------------------------- |
| Ана, моя любов          | Ana, mon amour                                 | Келін Петер Нецер | Румунія Німеччина Франція                |
| Бойс                    | Beuys                                          | Андрес Фаєль      | Німеччина                                |
| Вечеря                  | The Dinner                                     | Орен Моверман     | США                                      |
| Вечірка                 | The Party                                      | Саллі Поттер      | Велика Британія                          |
| Вночі на пляжі наодинці | 밤의 해변에서 혼자 / Bamui haebyun-eoseo honja | Хон Сан Су        | Південна Корея                           |
| Гарного дня             | 好极了 / Hao ji le                             | Лю Цзянь          | КНР                                      |
| Джанго                  | Django                                         | Етьєн Комар       | Франція                                  |
| Дика миша *             | Wilde Maus                                     | Йозеф Гадер       | Австрія                                  |
| Жоакім                  | Joaquim                                        | Марсело Гомес     | Бразилія Португалія                      |
| Коло                    | Colo                                           | Тереза Віллаверді | Португалія Франція                       |
| Містер Лонг             | Mr. Long                                       | Сабу              | Японія Гонконг Тайвань                   |
| По той бік надії        | Toivon tuolla puolen                           | Акі Каурісмякі    | Фінляндія                                |
| Повернення в Монток     | Rückkehr nach Montauk                          | Фолькер Шльондорф | Німеччина Франція Ірландія               |
| Слід звіра              | Pokot                                          | Агнешка Голланд   | Польща Німеччина Чехія Швеція Словаччина |
| Тіло і душа             | Teströl és lélekröl                            | Ільдіко Еньєді    | Угорщина                                 |
| Фантастична жінка *     | Una mujer fantástica                           | Себастьян Леліо   | Чилі Німеччина США Іспанія               |
| Фелісіте                | Félicité                                       | Ален Гоміс        | Франція Сенегал Бельгія Німеччина Ліван  |
| Яскраві ночі            | Helle Nächte                                   | Томас Арслан      | Німеччина Норвегія                       |

### Поза конкурсом
Наступні фільми були відібрані для позаконкурсної програми:
| Фільм               | Оригінальна назва | Режисер(и)          | Країна виробництва    |
| ------------------- | ----------------- | ------------------- | --------------------- |
| Бар                 | El Bar            | Алекс де ла Іглесіа | Іспанія               |
| Будинок віце-короля | Viceroy’s House   | Гуріндер Чадха      | Індія Велика Британія |
| Лоґан: Росомаха     | Logan             | Джеймс Менголд      | США                   |
| Останній портрет    | Final Portrait    | Стенлі Туччі        | Велика Британія       |
| Поцілунок Беатріс   | Sage femme        | Мартен Прово        | Франція               |
| Т2 Трейнспоттінг    | T2 Trainspotting  | Денні Бойл          | Велика Британія       |

### Панорама
Наступні стрічки були відібрані для участі у програмі «Панорама»:
| Фільм                      | Оригінальна назва                   | Режисер(и)           | Країна виробництва                               |
| -------------------------- | ----------------------------------- | -------------------- | ------------------------------------------------ |
| 1945                       | 1945                                | Ференц Тьорек        | Угорщина                                         |
| Берлінський синдром        | Berlin Syndrome                     | Кейт Шортланд        | Австралія Франція                                |
| Вая                        | Vaya                                | Акін Омотосо         | ПАР                                              |
| Вибір короля               | Kongens Nei                         | Ерік Поппе           | Норвегія Швеція Данія Ірландія                   |
| Відплив                    | Vazante                             | Даніела Томас        | Бразилія Португалія                              |
| Дівчина-тигр               | Tiger Girl                          | Якоб Ласс            | Німеччина                                        |
| З балкона                  | Fra balkongen                       | Оле Євер             | Норвегія                                         |
| Земля божа *               | God's Own Country                   | Френсіс Лі           | Велика Британія                                  |
| Заручники                  | Hostages                            | Резо Гігінейшвілі    | Грузія Росія Польща                              |
| Кентавр                    | Centaur                             | Актам Абдикаликов    | Киргизстан Франція Німеччина Нідерланди          |
| Коли в'яжуть серйозно *    | 彼らが本気で編むときは / Close-Knit | Наоко Огігамі        | Японія                                           |
| Коли у дня не було імені   | When the Day Had no Name            | Теона Мітевська      | Північна Македонія Бельгія Словенія              |
| Назви мене своїм ім'ям *   | Call Me by Your Name                | Лука Гуаданьїно      | США Бразилія Італія Франція                      |
| Привид в горах             | 空山异客                            | Хенг Янг             | КНР                                              |
| Рана *                     | The Wound                           | Джон Тренгоув        | ПАР Німеччина Нідерланди Франція                 |
| Реквієм за пані Й          | Rekvijem za gospodju J.             | Боян Вулетіч         | Сербія Болгарія Північна Македонія Росія Франція |
| Розсудливий                | Discreet                            | Тревіс Метьюз        | США                                              |
| У Сирії                    | Insyriated                          | Філіпп ван Леу       | Бельгія Франція Ліван                            |
| Смак горіха катеху *       | 槟榔雪 / Bing lang xue              | Ху Джіа              | КНР Гонконг                                      |
| Так само, як наші батьки * | Como Nossos Pais                    | Лаїс Боданзкі        | Бразилія                                         |
| Тисяча мотузок             | One Thousand Ropes                  | Тусі Тамасес         | Нова Зеландія                                    |
| Турбота                    | Kaygı                               | Джейлан Озгун Оцелік | Туреччина                                        |
| Флюїдо                     | Fluidø                              | Шу Ліа Чінг          | Німеччина                                        |
| Чао Чао                    | 巧巧 / Ciao Ciao                    | Сонг Хуан            | КНР Франція                                      |
| Чоловіконенависниці *      | The Misandrists                     | Брюс Лабрюс          | Німеччина                                        |
| Шкіра *                    | Pieles                              | Едуардо Касанова     | Іспанія                                          |
|                            | Headbang Lullaby                    | Гішам Ласрі          | Марокко Франція Катар Ліван                      |
|                            | Honeygiver Among the Dogs           | Дечен Роден          | Бутан                                            |

### Документальна панорама
Для участі у програмі «Документальна панорама» було відібрано 23 документальні фільми.

## Спеціальні покази Берлінаре
Наступні фільми були відібрані для програми спеціальних показів на кінофестивалі:
| Фільм                      | Оригінальна назва                              | Режисер(и)                              | Країна виробництва          |
| -------------------------- | ---------------------------------------------- | --------------------------------------- | --------------------------- |
| Бомба                      | The Bomb                                       | Кевін Форд, Смріті Кешарі, Ерік Шлоссер | США                         |
| Восьма година ще не день   | Acht Stunden sind kein Tag                     | Райнер Вернер Фассбіндер                | Німеччина                   |
| Диявольська свобода        | La libertad del diablo                         | Еверардо Гонсалес                       | Мексика                     |
| За часів згасаючого світла | In Zeiten des abnehmenden Lichts               | Матті Гешоннек                          | Німеччина                   |
| Загублене місто Z          | The Lost City of Z                             | Джеймс Грей                             | США                         |
| Королева Іспанії           | La reina de España                             | Фернандо Труеба                         | Іспанія                     |
| Крупний план               | کلوزآپ ، نمای نزدیک                            | Аббас Кіаростамі                        | Іран                        |
| Масарик                    | Masaryk                                        | Юліус Шевчик                            | Чехія, Словаччина           |
| Моді                       | Maudie                                         | Ешлін Волш                              | Канада, Ірландія            |
| Молодий Карл Маркс         | Le jeune Karl Marx                             | Рауль Пек                               | Франція, Німеччина, Бельгія |
| Останні дні в Гавані       | Últimos días en La Habana                      | Фернандо Перес                          | Куба, Іспанія               |
| Патріот                    | Patriot                                        | Стіва Конрад                            | США                         |
| Під поверхнею              | Below the Surface                              | Каспер Барфоед                          | Данія, Німеччина            |
| Процес                     | The Trial: The State of Russia vs Oleg Sentsov | Аскольд Куров                           | Естонія, Польща, Чехія      |
| Те ж саме небо             | Der gleiche Himmel                             | Олів'є Гіршбіґель                       | Німеччина, Чехія            |
| Чорна пляма                | Black Spot                                     | Матьє Міссоф                            | Франція, Бельгія            |
| Чотири блоки               | 4 Blocks                                       | Марвін Крен                             | Німеччина                   |
| SS-GB                      | SS-GB                                          | Філіпп Кадельбах                        | Велика Британія             |

## Нагороди

### Офіційна програма
Фільми конкурсної програми отримали наступні нагороди:
| Нагорода                                      | Лауреат                                              | Країна            |
| --------------------------------------------- | ---------------------------------------------------- | ----------------- |
| Золотий ведмідь                               | Тіло і душа, реж. Ільдіко Еньєді                     | Угорщина          |
| Гран-прі журі                                 | Фелісіте, реж. Ален Гоміс                            | Франція · Сенегал |
| Приз Альфреда Бауера                          | Слід звіра, реж. Агнешка Голланд                     | Польща            |
| «Срібний ведмідь» за найкращу режисуру        | Акі Каурісмякі за По той бік надії                   | Фінляндія         |
| «Срібний ведмідь» найкращому актору           | Георг Фрідріх за Яскраві ночі                        | Австрія           |
| «Срібний ведмідь» найкращій акторці           | Кім Мін-хі за Вночі на пляжі наодинці                | Південна Корея    |
| «Срібний ведмідь» за найкращий сценарій       | Себастьян Леліо та Гонсало Маса за Фантастична жінка | Чилі              |
| «Срібний ведмідь» за видатний художній внесок | Дана Бунеску (монтажер) за Ана, моя любов            | Румунія           |

Короткометражне кіно
| Нагорода                                              | Лауреат                                                             | Країна            |
| ----------------------------------------------------- | ------------------------------------------------------------------- | ----------------- |
| «Золотий ведмідь» на найкращий короткометражний фільм | Маленьке місто/ Cidade Pequena реж.Діого Коста Амаранте             | Португалія        |
| Срібний ведмідь — Приз журі                           | Сона в прерії / Ensueño en la Pradera реж. Естебан Аррангоїс Хульєн | Мексика           |
| Номінація Берлінале на Європейський кіноприз          | Штучний гумор / Os Humores Artificiais реж.Габріель Абрантес        | Португалія        |
| Приз Ауді                                             | Вулиця смерті / Street of Death реж.Карі Хоссейн                    | Ліван · Німеччина |
| Особлива згадка                                       | Кентавр / Centauro реж.Ніколас Суарес                               | Аргентина         |

Документальне кіно
| Категорія                      | Лауреат                                             | Країна                                  |
| ------------------------------ | --------------------------------------------------- | --------------------------------------- |
| Найкращий документальний фільм | Примара полювання / Istiyad Ashbah реж. Раед Андоні | Франція · Палестина · Швейцарія · Катар |

Найкращий дебютний фільм
| Категорія                                       | Лауреат                                 | Країна  |
| ----------------------------------------------- | --------------------------------------- | ------- |
| Найкращий дебютний повнометражний ігровий фільм | Літо 1993 / Estiu 1993 реж. Карла Сімон | Іспанія |

### Спеціальні нагороди
| Нагорода                   | Лауреат         | Країна    |
| -------------------------- | --------------- | --------- |
| Почесний «Золотий ведмідь» | Мілена Канонеро | Італія    |
| Камера Берлінале           | Наньсунь Ші     | Гонконг   |
| Камера Берлінале           | Джеффрі Раш     | Австралія |
| Камера Берлінале           | Самір Фарід     | Єгипет    |

### Паралельні секції
Generation 14Plus
| Нагорода                                                  | Лауреат                                                                                        | Країна          |
| --------------------------------------------------------- | ---------------------------------------------------------------------------------------------- | --------------- |
| «Кришталевий ведмідь» за найкращий фільм                  | Поцілунки метеликів / Butterfly Kisses реж. Рафаель Капелін                                    | Велика Британія |
| Спеціальна згадка                                         | Ті, хто роблять революцію наполовину тільки копають собі могили реж. Матьє Дені та Симон Лавуа | Канада          |
| «Кришталевий ведмідь» за найкращий короткометражний фільм | Вольф / Wolfe реж. Клер Ренделл                                                                | Австралія       |
| Спеціальна згадка — короткометражний фільм                | SNIP реж. Терріл Кардел                                                                        | Канада          |

Generation KPlus
| Нагорода                                                                                | Лауреат                                                     | Країна              |
| --------------------------------------------------------------------------------------- | ----------------------------------------------------------- | ------------------- |
| Гран-прі міжнародного журі Generation KPlus за найкращий фільм                          | Школа №3 реж. Єлизавета Сміт та Георг Жено                  | Україна · Німеччина |
| Спеціальний приз міжнародного журі Generation KPlus за найкращий короткометражний фільм | The Jungle Knows You Better Than You Do реж. Хуаніта Онзага | Бельгія · Колумбія  |

### Незалежні нагороди
Панорама — Приз глядачів
| Категорія                      | Лауреат                                  | Країна                    |
| ------------------------------ | ---------------------------------------- | ------------------------- |
| Найкращий ігровий фільм        | У Сирії / Insyriated реж. Філіпп ван Леу | Франція · Бельгія · Ліван |
| Найкращий документальний фільм | Я вам не негр реж. Рауль Пек             | США                       |

Приз екуменічного журі
| Секція   | Лауреат                                                                            | Країна                           |
| -------- | ---------------------------------------------------------------------------------- | -------------------------------- |
| Конкурс  | Тіло і душа реж. Ільдіко Еньєді                                                    | Угорщина                         |
| Конкурс  | Спеціальна згадка: Фантастична жінка реж. Себастьян Леліо                          | Чилі · США · Німеччина · Іспанія |
| Панорама | Досліджуючи рай реж. Мерзак Аллуаш                                                 | Франція · Алжир                  |
| Панорама | Спеціальна згадка: Я вам не негр реж. Рауль Пек                                    | США                              |
| Форум    | Мама-полковник / Maman Colonelle реж. Діеду Гамаді                                 | Республіка Конго · Франція       |
| Форум    | Спеціальна згадка: Море, море / El mar la mar реж. Джошуа Бонетта, Дж. П. Сніадекі | США                              |

Приз ФІПРЕССІ
| Секція   | Лауреат                                                                        | Країна                         |
| -------- | ------------------------------------------------------------------------------ | ------------------------------ |
| Конкурс  | Тіло і душа реж.Ільдіко Еньєді                                                 | Угорщина                       |
| Панорама | Хиткий / Pendular реж.Юлія Мурат                                               | Бразилія · Аргентина · Франція |
| Форум    | Почуття, більші ніж кохання / Shu'our akbar min el hob реж.Марі Джірманус Саба | Ліван                          |

Премія «Тедді»
| Категорія                                | Лауреат                                               | Країна                           |
| ---------------------------------------- | ----------------------------------------------------- | -------------------------------- |
| Найкращий художній фільм                 | Фантастична жінка реж. Себастьян Леліо                | Чилі · США · Німеччина · Іспанія |
| Найкращий документальний фільм/фільм-есе | Світська бесіда / Ri Chang Dui Hua реж. Ху-чен Хуанг  | Тайвань                          |
| Найкращий короткометражний фільм         | Моя сестра лесбійка / Min Homosyster реж. Лія Хієтала | Швеція · Норвегія                |
| Спеціальний приз журі                    | Коли в'яжуть серйозно реж. Наоко Огігамі              | Японія                           |
| Спеціальний «Тедді»                      | Моніка Тройт                                          | Німеччина                        |